# Хордоугломер

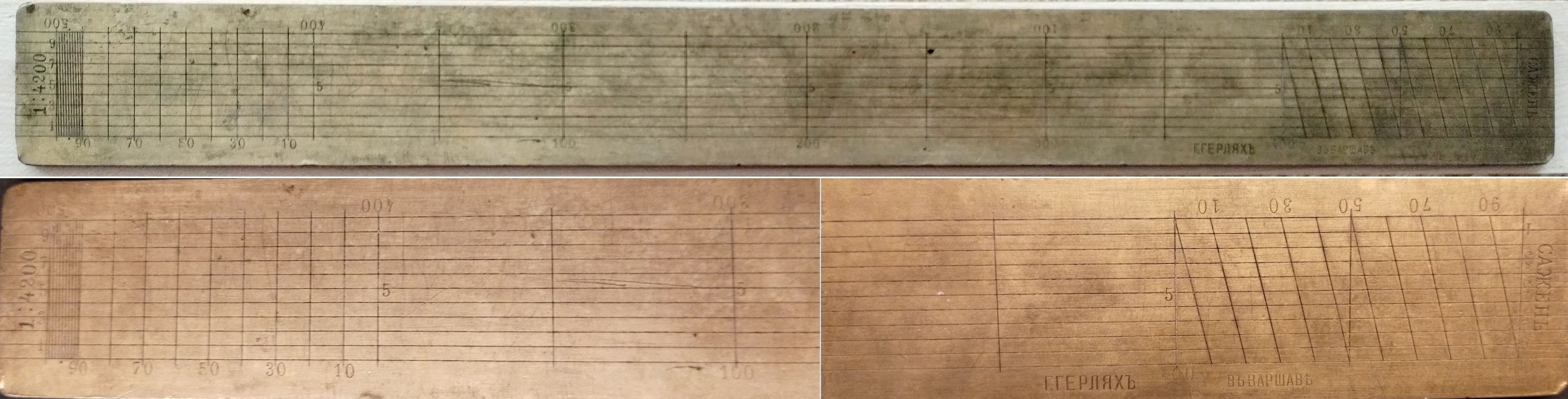
Хордоугломер выпускавшийся до 1918 года «Специальной фабрикой геодезических и чертёжных приборов Г. ГЕРЛЯХ», расположенной в Варшаве по адресу ул. Чистая, 4

Хордоугломер — приспособление для точного измерения и построения углов на карте в военном планшете в делениях артиллерийского угломера. Применяется при выполнении топографических работ (в том числе и с помощью стереотрубы) а также для подготовки данных для стрельбы графическими методами. Точность выполнения измерений с ним равна одному делению угломера или одной тысячной длины радиуса окружности. Считается, что построение и измерение угловых величин хордоугломером и циркулем-измерителем точнее, чем транспортиром или целлулоидным артиллерийским кругом.

## Описание
Хордоугломер представляет из себя латунную хромированную пластинку, на одной стороне которой нанесен собственно график таблицы хорд определённого радиуса (обычно 120 мм), построенный по принципу поперечного масштаба. Исходя из длины отрезков хорд и определяется величина неизвестного угла в делениях угломера. На противоположной стороне пластинки нанесены поперечные масштабные метки, которые используются для откладывания и измерения расстояний на топографических картах с масштабами 1:50 000 и 1:25 000.

## Измерение расстояния на карте и построения углов по хордам
Измерение уголов
Способ измерения и построения углов по хордам основан на том, что каждому острому углу (до 15-00) соответствует определенной величины хорда окружности, проведенной из вершины угла.
По верхней горизонтальной линии графика от начальной точки отложены хорды, соответствующие углам через 0-20. У концов хорд, соответствующих углам от 1-00 до 15-00, написаны числа от «1» до «15».
Каждое большое деление на верхней горизонтальной линии графика разделено на пять малых делений ценой 0-20, обозначенных цифрами «2», «4», «6», «8», что соответствует 0-20, 0-40, 0-60, 0-80. Слева на вертикальной линии графика на концах четных горизонтальных линий проставлены числа «2», «4», «6»… до «18», соответствующие 0-02, 0-04, 0-06 и т. д.
Тупые углы (от 15-00 до 30-00) находят путем измерения соответствующего дополнительного до 30-00 угла.
Для отыскания хорд острых углов, дополнительных до 30-00, большие деления нижней горизонтальной линии оцифрованы справа налево числами «15», «16», «17»… до «30», а деления правой вертикальной линии графика — снизу вверх числами «2», «4», «6»… до «18».
Измерение расстояния
Циркулем с карты берут величину хорды измеряемого угла и переносят его на хордоугломер.
Расположив левую ножку циркуля в нулевой точке левой вертикальной линии графика хордоугломера, а правую ножку на верхней горизонтальной линии, передвигают обе ножки по вертикали вниз. Передвижение происходит до тех пор, пока правая ножка циркуля не совпадет с пересечением одной из наклонных линий с одной из горизонтальных линий графика; при этом обе ножки циркуля должны быть на одной горизонтальной линии.
Читают величину угла по верхнему ряду цифр графика против наклонной линии, на которой расположилась правая ножка циркуля, и прибавляют к ней количество делений по левому ряду цифр против горизонтальной линии, на которой находятся обе ножки циркуля.